# On peut (pas) tout dire
Albums de Henri Dès
Far West
(1995) Du soleil
(1999)
On peut pas tout dire est le onzième album pour enfants d'Henri Dès sorti en 1997,.

## Liste des titres
1. On peut pas tout dire
2. Viens dans ma maison
3. Le téléphone
4. Ohé le bateau
5. Très gentil tout l'monde
6. Danse dans la cuisine
7. La bicyclette
8. La mouche
9. Mon armoire
10. Une belle histoire
11. Tous les chats sont gris
12. Mon nuage